# Milli (raperka)
Danupha Khanatheerakul (taj. ดนุภา คณาธีรกุล; ur. 13 listopada 2002 w Bangkoku), znana jako Milli – tajska raperka i piosenkarka. Zyskała rozgłos dzięki swojemu debiutanckiemu singlowi „Phak Kon” (พักก่อน), który ukazał się w lutym 2020. W kwietniu 2022 wystąpiła na Coachella, stając się pierwszą tajską solową artystką, która tam wystąpiła.
W 2022 roku Danupha znalazła się na liście BBC, 100 Women, jako jedna z inspirujących i wpływowych kobiet roku.

## Życiorys
Milli urodziła się 13 listopada 2002 roku w Bangkoku w Tajlandii. Ukończyła Satrinonthaburi School. Interesuje się hip-hopem od czasów, gdy była w Matthayom 2 (odpowiednik 8 klasy), jako jej inspirację podała Nicki Minaj.

## Kariera

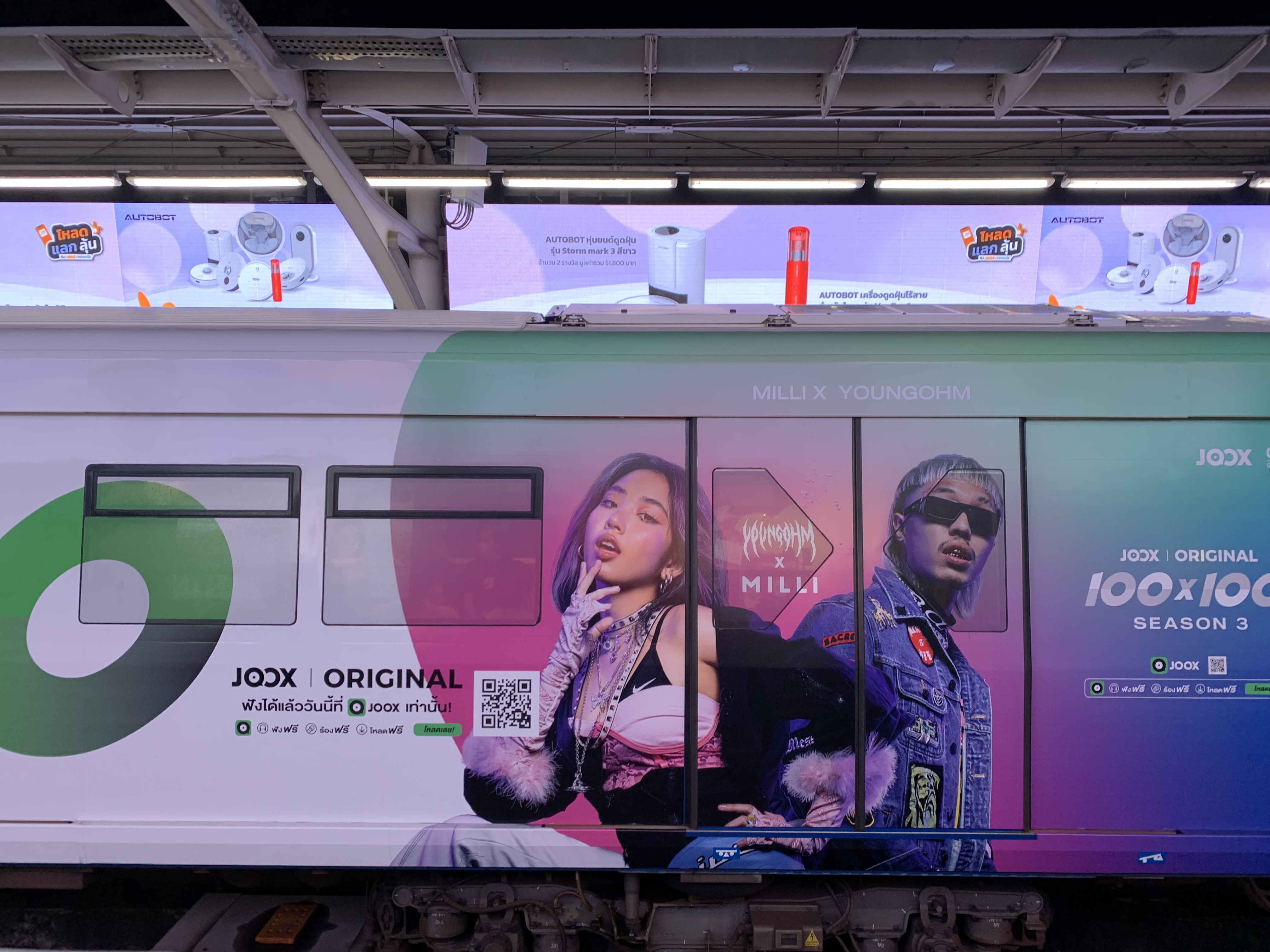
Milli i Youngohm w reklamie JOOX

Milli rozpoczęła karierę sceniczną od występu w tajskim programie telewizyjnym The Rapper 2.

### Debiut
Milli nagrała swój pierwszy singiel „Phak Khon” (พักก่อน) w lutym 2020, sarkastyczną piosenkę hiphopową o jej przyjaciołach ze szkoły. Piosenka jest w trzech językach: lu, isan i angielski. Dzięki temu zyskała popularność, a teledysk do piosenki osiągnął ponad 90 milionów wyświetleń w serwisie YouTube.
W czerwcu 2020 nagrała drugi singiel „Sud Pang” (สุดปัง) o jej życiu, marzeniach i pięknie. W tej piosence używa języka tajskiego (północnego i południowego), isan, japońskiego, phasa lu i angielskiego. Teledysk do piosenki osiągnął ponad 43 miliony wyświetleń w serwisie YouTube.
W październiku 2021 wydała singiel „Mirror Mirror” wraz z F.HERO i Changbinem, członkiem południokoreańskiego boysbandu Stray Kids. Utwór zyskał dużą popularność.
17 kwietnia 2022 Milli wystąpiła z artystami z 88rising na Coachella, co czyni ją pierwszą tajską solową artystką, która tam wystąpiła.
Mniej więcej w tym samym czasie tajski film Fast & Feel Love, w którym zagrała epizodyczną rolę, trafił do kin. Przypadkowo w ramach dialogu w filmie wspomniała o swoim marzeniu o zostaniu artystką o międzynarodowej sławie. To skłoniło reżyserkę filmu, Nawapol Thamrongrattanarit, do zamieszczenia na Facebooku wpisu z gratulacjami, w którym napisał, że „film i rzeczywistość skrzyżowały się i współistnieją w tym samym czasie”.

## Dyskografia

### Albumy studyjne
| Rok  | Dane dot. albumu                                                                                               |
| ---- | --- |
| 2022 | Babb Bum Bum - Wydany: 9 listopada 2022 - Wytwórnia: YUPP! Entertainment - Format: digital download, streaming |

### Single
| Rok       | Tytuł                                      | Album        |
| Tajskie   | Tajskie                                    | Tajskie      |
| --------- | ------------------------------------------ | ------------ |
| 2020      | „Phak Kon” (พักก่อน)                         | –            |
| 2020      | „Sud Pang” (สุดปัง)                          | –            |
| 2021      | „Nu Tham Eng” (หนูทำเอง)                    | –            |
| 2021      | „To the Max”                               | –            |
| 2021      | „Not Yet!”                                 | Babb Bum Bum |
| 2021      | „Mirror Mirror” (z F.HERO i Changbinem)    | –            |
| 2022      | „The Weekend” (Milli Remix) (z Bibi)       | –            |
| 2022      | „17 Min” (17 นาที)                          | Babb Bum Bum |
| 2022      | „Mango Sticky Rice”                        | –            |
| 2022      | „Sad Aerobic”                              | Babb Bum Bum |
| 2022      | „Welcome”                                  | Babb Bum Bum |
| Japońskie |                                            |              |
| 2023      | „Boy Pablo” (いい加減別れちゃえばいいのに) | –            |

## Wideografia

### Telewizja
- The Graduates (2021)
- The Wall Song (2022)
- Under The Desk (2022)
- Club Sapan Fine 2 (2022)

### Filmy
- Fast & Feel Love (2022)